# Дом Жернаковой (Новосибирск)
Дом Жернаковой (Коммунистическая улица, 43) — одноэтажный особняк в Центральном районе Новосибирска. Сооружён в 1912 году. Памятник архитектуры регионального значения.

## История
Особняк принадлежал Марии Даниловне Жернаковой, известной в городе купчихе, которая владела несколькими домами в центре Новониколаевска (совр. Новосибирск).

## Описание
Здание одноэтажное кирпичное на бутовых ленточных фундаментах, южным фасадом выходит на красную линию застройки Коммунистической улицы, западный фасад примыкает к дому купца Ефремова.
Стены дома кирпичные, их толщина — 75 см.
Расположенный со стороны Коммунистической улицы главный вход акцентируют декорированные лекальным кирпичом пилястры.
Узкие простенки разделяют пять окон, имеющие вверху скруглённые углы с кирпичным обрамлением. Под каждым оконным проёмом находятся по три квадратных элемента в виде «бриллиантового руста».
Многоступенчатый карниз, состоящий из нескольких рядов кирпичных узоров и одного ряда близко расположенных кронштейнов, завершает стены здания.
Композиция фасада увенчана двумя аттиками сложной формы, их украшают профилировка, сквозные арочки и башенки.
Расположенный с восточной стороны угол кровли увенчан парапетным столбиком, который завершается башенкой.
В 1998 году в доме проходил ремонт, деревянное перекрытие заменили монолитной железобетонной ребристой плитой, а здание было приспособлено для новых функций.